# NGC 6941
NGC 6941 ist eine Spiralgalaxie vom Hubble-Typ Sb im Sternbild Adler am Nordsternhimmel. Sie ist schätzungsweise 284 Millionen Lichtjahre von der Milchstraße entfernt und hat einen Durchmesser von etwa 165.000 Lichtjahren.
Im selben Himmelsareal befindet sich u. a. die Galaxie NGC 6945.
Das Objekt wurde am 29. August 1867 von Truman Henry Safford entdeckt.